# جؤجؤ (مركبات مائية)

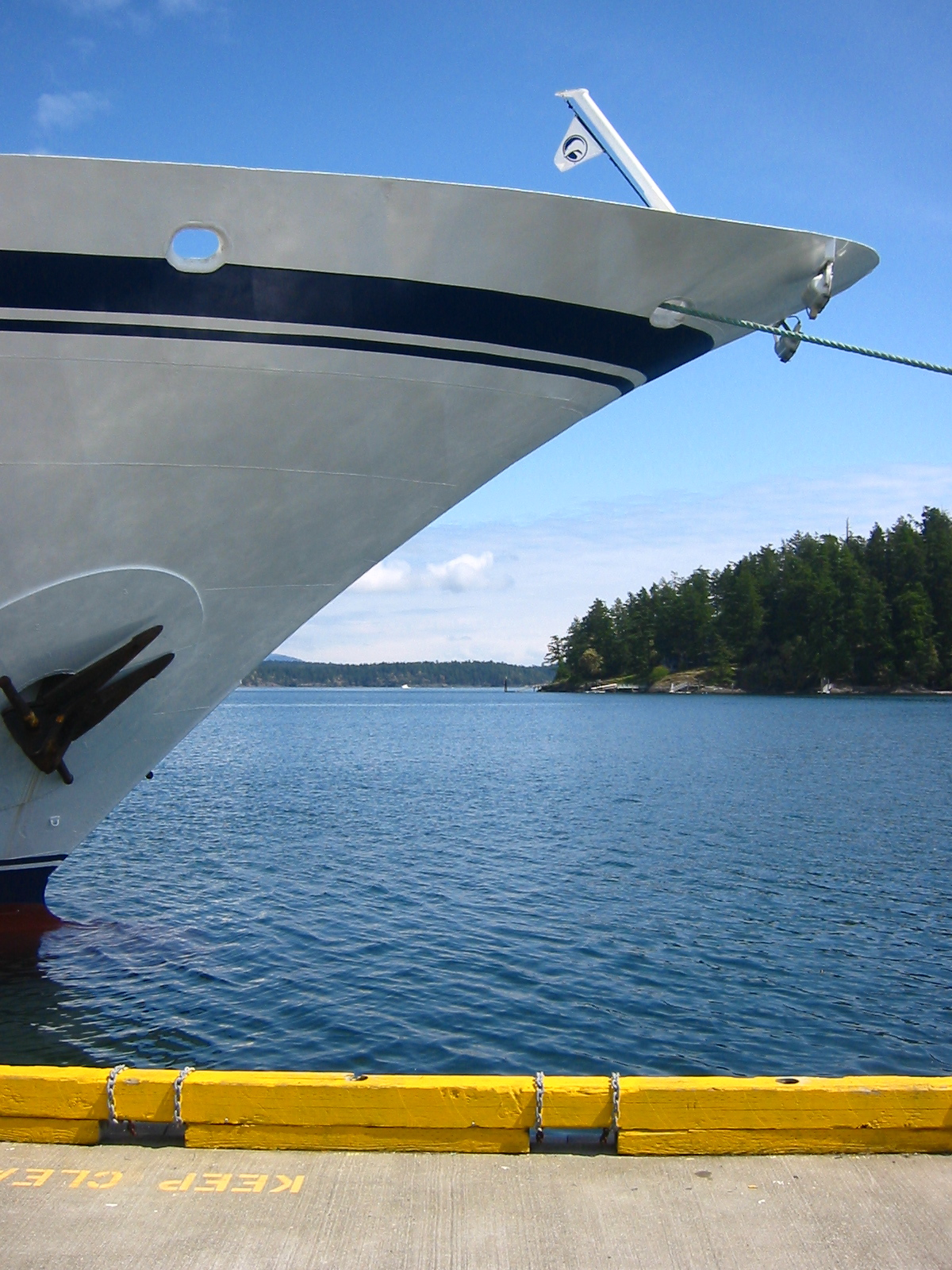
جؤجؤ سفينة سياحية

الجُؤجُؤ (الجمع: جآجئ) أو القَيْدُوم أو المَرْنَحَة أو المُقدَّم أو الحَيْزُوم هو الجزء الأمامي من بدن سفينة أو قارب، النقطة التي تكون عادة إلى الأمام عندما تتحرك السفينة. الطرف الآخر من المركبة المائية هو المؤخرة.

## وظيفة

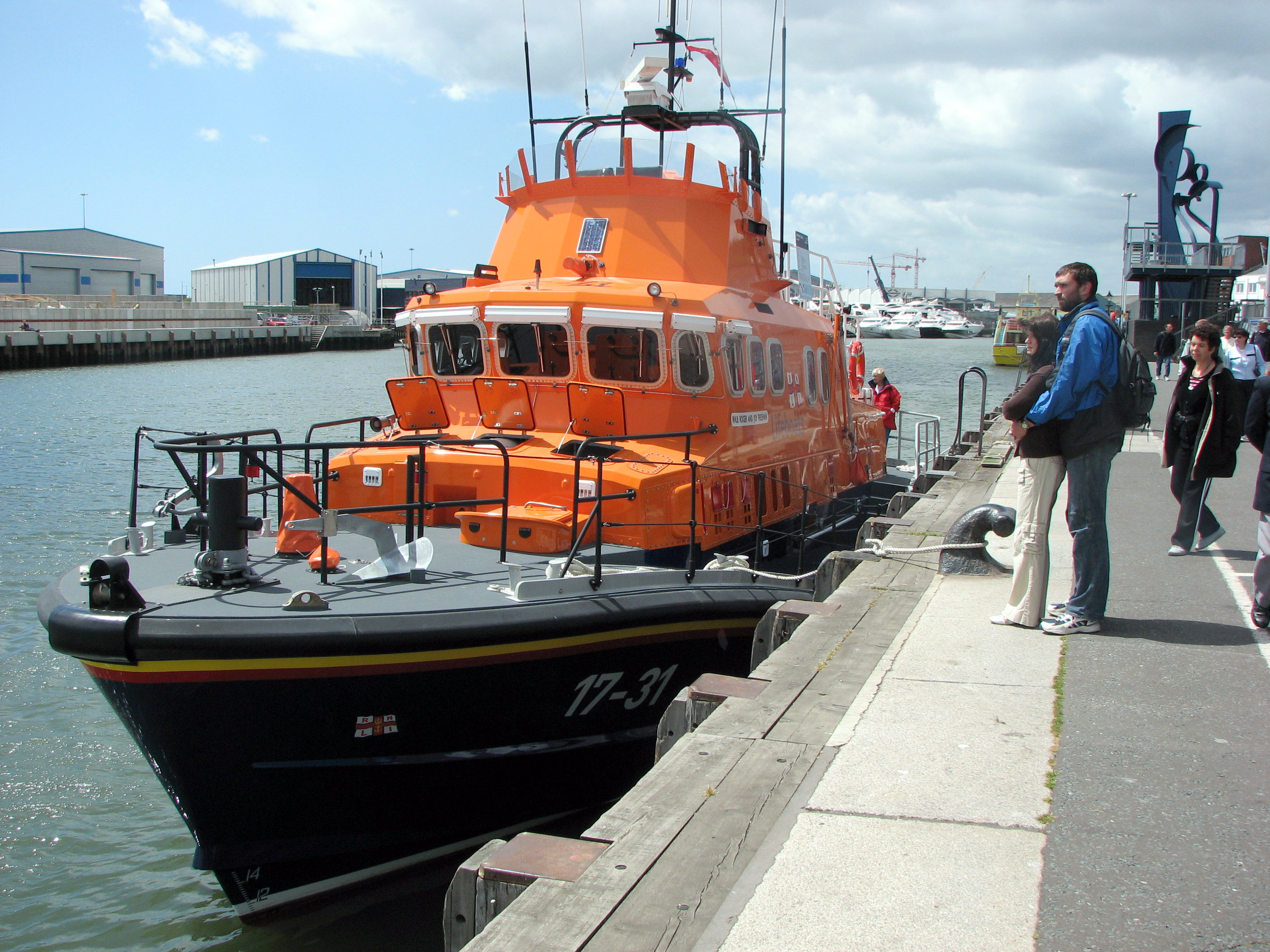
القوس من قارب نجاة 17-31 في ميناء بول، دورست إنجلترا.

جميع أنواع الجآجئ

صُمِّمَ الجؤجؤ لتقليل مقاومة قطع الهيكل من خلال الماء ويجب أن يكون طويلًا بما يكفي لمنع الماء من الصعود لاعلى بسهولة فوق الجزء العلوي منه. في السفن البطيئة مثل الناقلات، يُسْتَخْدَمُ شكل الجؤجؤ الكامل لزيادة حجم السفينة إلى أقصى حد لطول معين.

## أنواع
توجد عدة أنواع من الجآجئ. وتشمل هذه:
- بصلة جؤجؤ
- clipper bow
- curved bow
- Inverted bow
- plumb bow
- raked bow
- Ram bow
- High-chin spoon bow
- Low-chin spoon bow
- Straight bow (Direct angle close to 90 degr.)